# 諾伊明彗星
25D/諾伊明彗星，也稱為諾伊明2號彗星，是格利果利·N·諾伊明在1916年2月24日於烏克蘭的錫梅伊茲天文台 (Simeis) 發現的一顆太陽系內週期彗星。
此一發現由喬治·范·比斯布羅克 (美國威斯康辛州葉凱士天文台)和弗蘭克·沃森·戴森 (英國格林尼治皇家天文台) 於3月1日証實。
英國格林尼治格林尼治皇家天文台的Andrew Crommelin預測在1921年的回歸不適於觀測，因此沒有觀測到。預測下一次的回歸是1927年，但因為在1920年沒有觀測的資料，所以儘管進行了搜尋，依然一無所見。
因此這顆彗星從1927年就被歸類為迷蹤彗星。

## 外部連結
- 25D at Kronk's Cometography（页面存档备份，存于）
- 25D at Kazuo Kinoshita's Comets（页面存档备份，存于）
- 25D at Seiichi Yoshida's Comet Catalog（页面存档备份，存于）

| 週期彗星                  | 週期彗星   | 週期彗星                        |
| ------------------------- | ---------- | ------------------------------- |
| 前一顆彗星 24P/Schaumasse | 諾伊明彗星 | 後一顆彗星 26P/Grigg-Skjellerup |
| 週期彗星列表              |            |                                 |